# Dmitrij Valerjevics Zsitnyikov
Dmitrij Valerjevics Zsitnyikov (Zólyom, 1989. november 20.– ) kézilabdázó. Zólyomban, Szlovákiában született, de orosz állampolgársággal is rendelkezik és az orosz válogatott tagja.

## Pályafutása

### Klubcsapatokban
Dmitrij Zsitnyikov ugyan Szlovákiában, Zólyom városában született, de orosz állampolgársággal is rendelkezik és orosz válogatottnak mondhatja magát. Az irányító-átlövő poszton szereplő Zsitnyikov a Csehovszkije Medvegyi csapatánál kezdte profi pályafutását, majd 2015-ben légiósnak állt és a lengyel Wisła Płock csapatához szerződött. Itt hamar alapemberré vált, a 2015-16-os idényben 44 alkalommal talált be az ellenfelek kapujába a Bajnokok Ligájában.
A szezon végén kettő plusz egy éves szerződést írt alá a Pick Szeged csapatával, de csak 2017 nyarán csatlakozott a csongrádi együtteshez. 2018-ban bajnoki címet nyert a Szegeddel. 2019 februárjában 2021 nyaráig meghosszabbította a szerződését. 2019-ben Magyar Kupát, 2021-ben újabb bajnoki címet nyert a Tisza-partiakkal, majd szerződése lejárta után visszatért a Wisła Płockhoz.

### A válogatottban
Ugyan Csehszlovákiában született, válogatott szinten Oroszországot képviseli, édesapja révén orosz származású. A 2012-es Európa-bajnokságot megelőzően debütált az orosz nemzeti csapatban, a kontinenstorna előtt bekerült a válogatott bő keretébe is. Részt vett a 2013-as és 2019-es világbajnokságon, valamint a 2014-es és 2016-os Európa-bajnokságon.

## Magánélet
Az 1990-es évek elején a VÁÉV Bramac SE-ben játszó és az 1991–1992-es szezonban KEK-győztes csapat beállójának, Jurij Zsitnyikovnak az unokaöccse. Dmitrij Zsitnyikov nős, tanulmányai során mesterfokozatot szerzett testnevelési, sport-, ifjúsági és turisztikai szakon a Moszkvai Állami Egyetemen.

## Sikerei, díjai
Csehovszkije Medvegyi
- Orosz bajnok (6): 2010–2015
- Orosz Kupa-győztes (1): 2013
- Orosz Szuperkupa-győztes (1): 2014

Pick Szeged
- Magyar bajnok (1): 2018, 2021
- Magyar Kupa-győztes (1): 2019[11]